# (5098) Tomsolomon
(5098) Tomsolomon est un astéroïde de la ceinture principale.

## Description
(5098) Tomsolomon est un astéroïde de la ceinture principale. Il fut découvert le 14 février 1985 à La Silla par Henri Debehogne. Il présente une orbite caractérisée par un demi-grand axe de 2,57 UA, une excentricité de 0,07 et une inclinaison de 9,6° par rapport à l'écliptique.

## Compléments